# Anisostena nigrita
Anisostena nigrita är en skalbaggsart som först beskrevs av Olivier 1808.  Anisostena nigrita ingår i släktet Anisostena och familjen bladbaggar. Inga underarter finns listade i Catalogue of Life.